# Or HaNer
Or HaNer (hebräisch אוֹר הַנֵּר Ōr ha-Ner, deutsch ‚Licht der Kerze‘) ist ein Kibbuz im Süden Israels im Negev. Er liegt in der Nähe von Sderot an der hier stark befestigten Grünen Linie zum Gazastreifen. Der östliche Nachbarkibbuz Bror Chajil hat mit Or HaNer eine gemeinsame Bushaltestelle an der Straße von Beʾer Scheva nach Aschqelon.
Der Kibbuz wurde 1955 gegründet und hatte im Jahr 2018 754 Einwohner. Seit 2007 zählt Or haNer zum so genannten Gaza Envelope, dem Grenzgebiet entlang der Grünen Linie mit zahlreichen Einschlägen aus dem Gazastreifen, das Israels besonderer steuerlicher Förderung unterliegt.